# International Football Cup

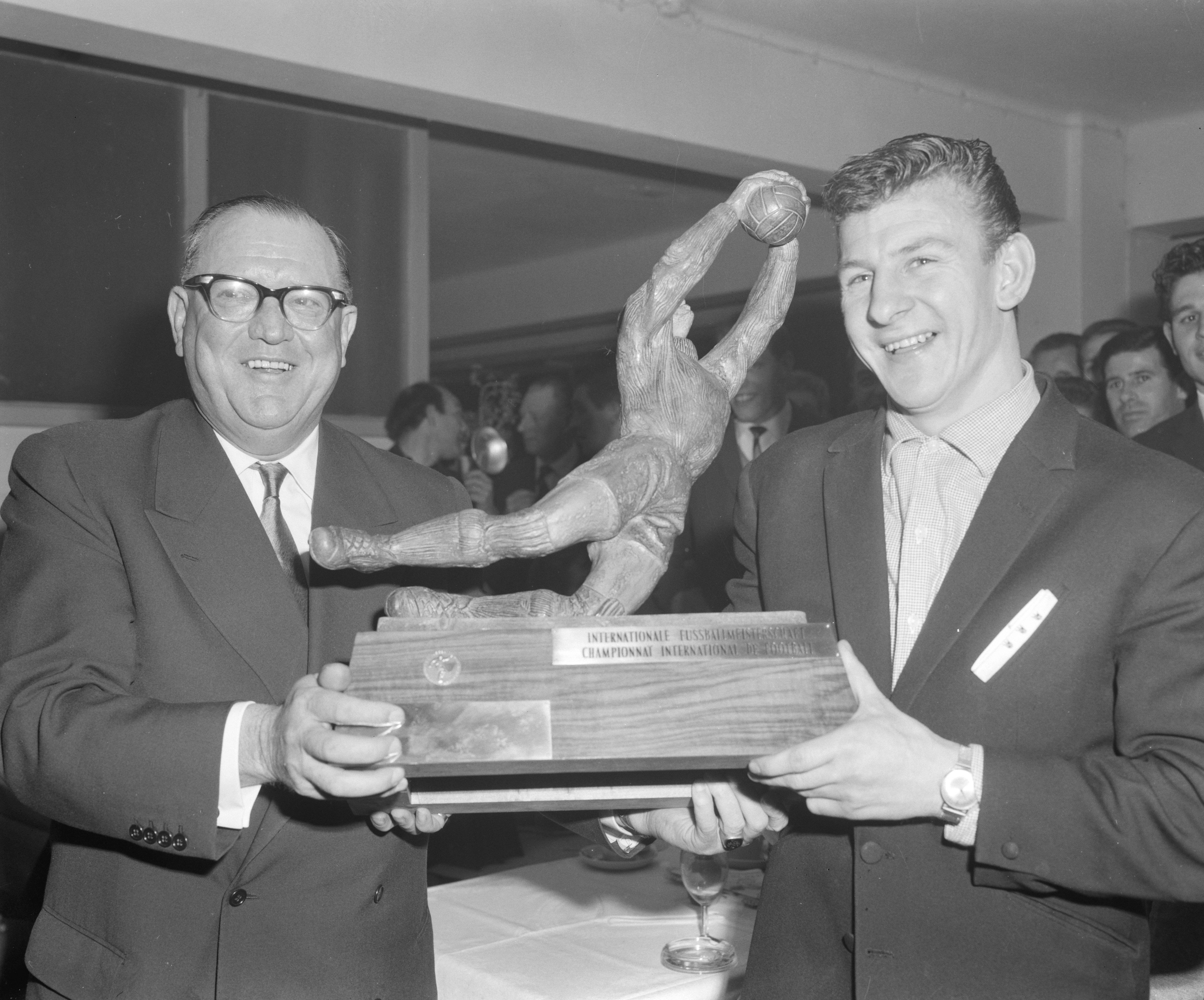
UEFA-Präsident Gustav Wiederkehr überreichte die Trophäe am 26. April 1962 an Ajax-Kapitän Co Prins

Der International Football Cup, oder Internationale Fussballmeisterschaft, wie auf der Trophäe zu lesen ist, war ein europäischer Wettbewerb für Fußballvereine. Er wurde zwischen 1961 und 1967 ausgetragen und vor allem im deutschsprachigen Raum nach seinem Ideengeber Karl Rappan auch Rappan-Cup oder Rappan-Pokal genannt. Der FC La Chaux-de-Fonds aus der Schweiz nahm als einziges Team an allen sechs Wettbewerben teil.

## Geschichte und Bedeutung
Der International Football Cup ermöglichte es Fußballteams, die weder als Landesmeister für den Europapokal der Landesmeister oder als Pokalsieger für den Europapokal der Pokalsieger qualifiziert waren, noch aus einer Stadt mit Handelsmessen kamen und daher auch nicht im Messepokal starten konnten, international zu spielen. Durch die zunehmende Öffnung des Messepokals wurde der International Football Cup aber unweigerlich ins vierte Glied gedrängt und daher bereits nach nur sechs Auflagen eingestellt. Jedoch einigte man sich, kleineren Teams im neuen Intertoto-Cup weiterhin eine Möglichkeit zu geben, international zu spielen und damit auch dafür zu sorgen, dass man auch in der Sommerpause Spiele für die nationalen Fußball-Toto-Ausspielungen hat.
Die Trophäe verblieb beim letzten Gewinner des Wettbewerbs, Eintracht Frankfurt.

## Die Endspiele und Sieger
| Saison  | Spielort                                                        | Finalpaarung (Sieger fettgedruckt) | Finalpaarung (Sieger fettgedruckt) | Finalpaarung (Sieger fettgedruckt) |
| Saison  | Spielort                                                        |                                    | Ergebnisse                         |                                    |
| ------- | --------------------------------------------------------------- | ---------------------------------- | ---------------------------------- | ---------------------------------- |
| 1961/62 | Amsterdam (Olympiastadion)                                      | Ajax Amsterdam                     | 4:2 (2:2)                          | Feijenoord Rotterdam               |
| 1962/63 | Padua (Stadio Silvio Appiani)                                   | Slovnaft Bratislava                | 1:0 (0:0)                          | Calcio Padova                      |
| 1963/64 | Wien (Hohe Warte)                                               | Slovnaft Bratislava                | 1:0 (0:0)                          | Polonia Bytom                      |
| 1964/65 | Leipzig (Zentralstadion) / Bytom (Edward-Szymkowiak-Stadion)    | SC Leipzig                         | 3:0 / 1:5                          | Polonia Bytom                      |
| 1965/66 | Norrköping (Idrottspark) / Leipzig (Bruno-Plache-Stadion)       | IFK Norrköping                     | 1:0 / 0:4                          | 1. FC Lokomotive Leipzig           |
| 1966/67 | Bratislava (Štadión Pasienky) / Frankfurt am Main (Waldstadion) | Internacionál Bratislava           | 2:3 / 1:1 n. V.                    | Eintracht Frankfurt                |